# Ponta dos Rosais

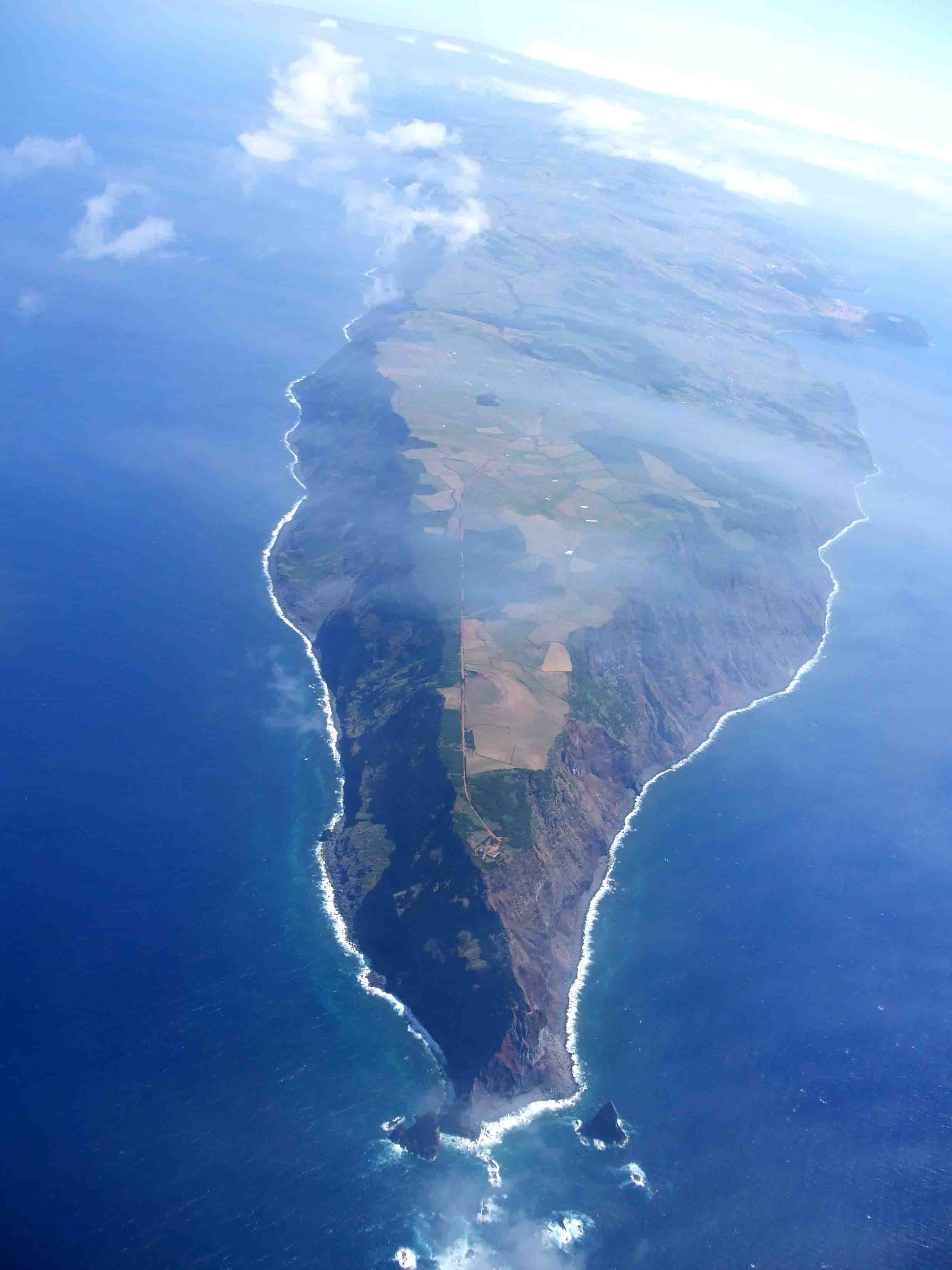
Ponta dos Rosais Vista do ar, ilha de São Jorge, Açores, Portugal.

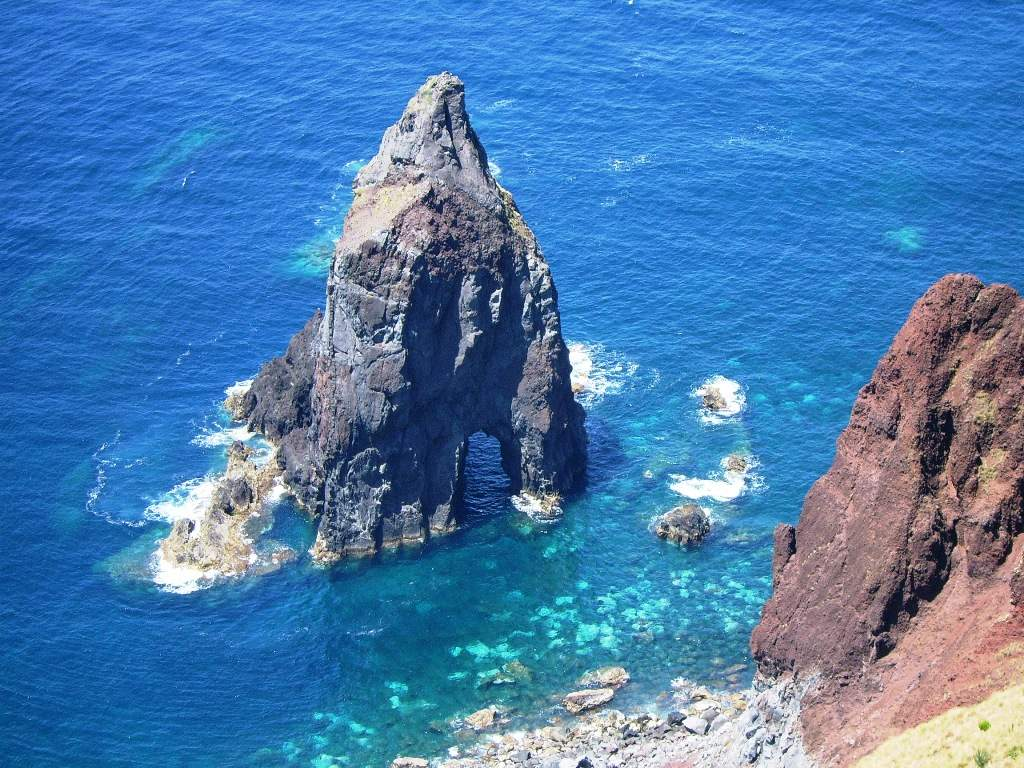
Ilhéu da Ponta dos Rosais, Rosais, ilha de São Jorge, Açores, Portugal.

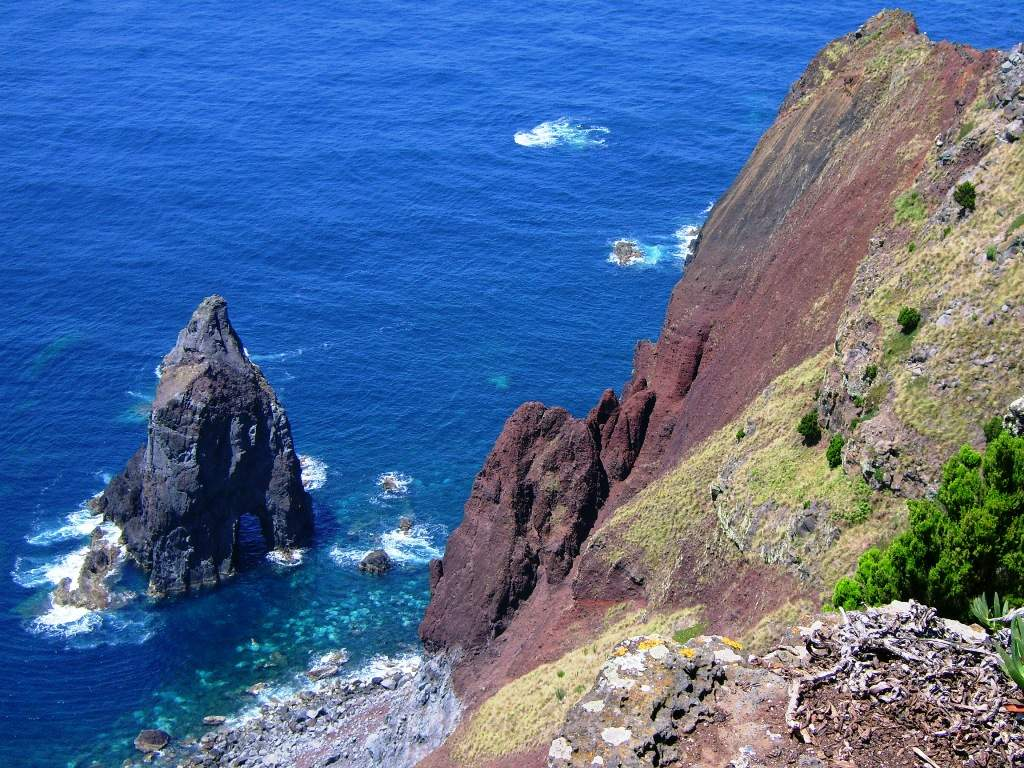
Ilhéu e falésia da Ponta dos Rosais, ilha de São Jorge, Açores, Portugal.JPG.

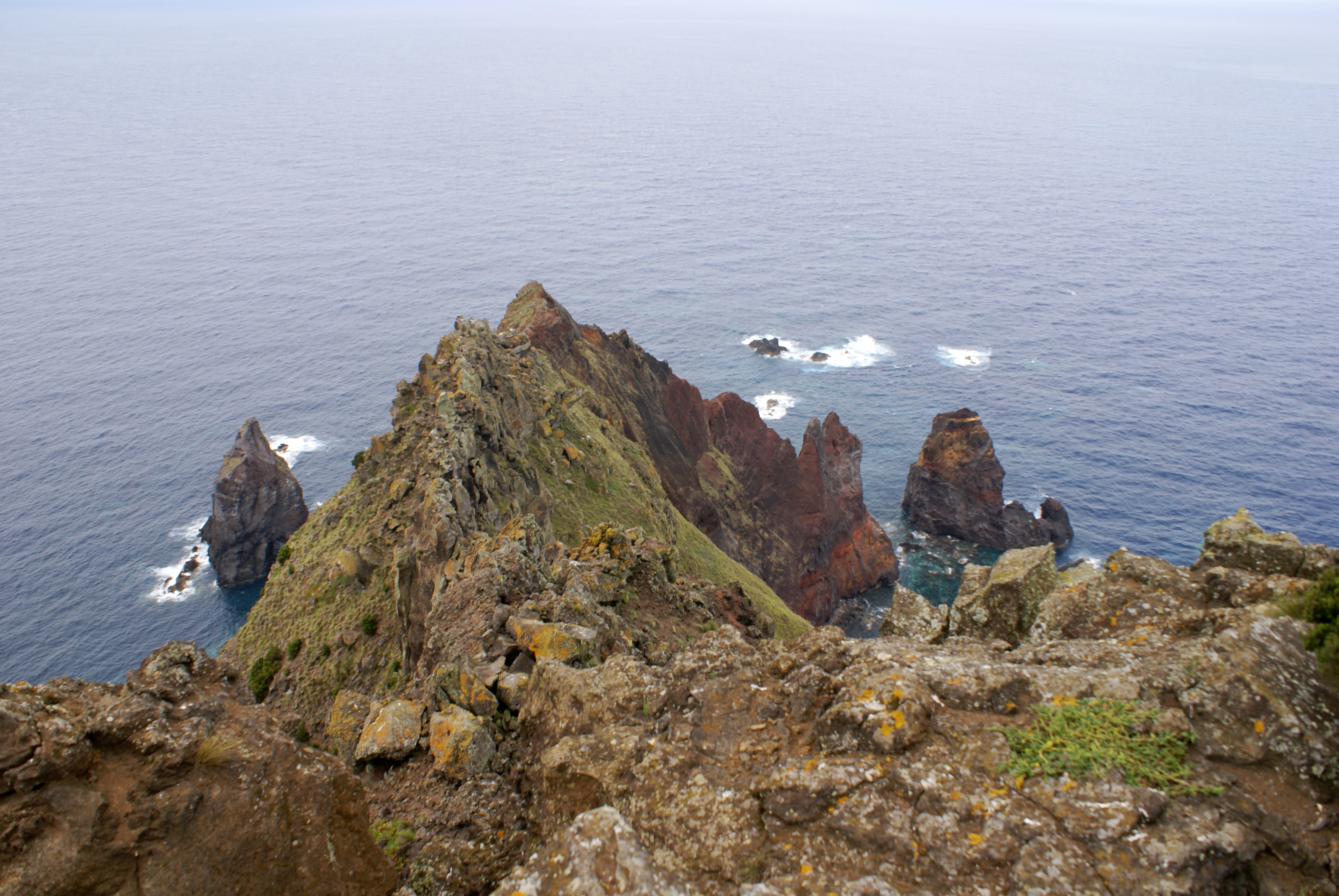
Ponta dos Rosais, Atenção à estrutura geológica.

A Ponta dos Rosais é o nome atribuído ao extremo Noroeste da ilha de São Jorge, eleva-se a mais de 200 metros de altitude acima do nível do mar. Localiza-se na freguesia dos Rosais, concelho de Velas, aquipélago dos Açores.

## Descrição
Do cimo desta falésia onde a ilha de São Jorge termina, que na prática tem a forma de um promontório desfruta-se uma paisagem grandiosa. Deste local, mesmo ali a 200 metros do cima da falésia temos o Oceano Atlântico dividido entre o Norte e o Sul. O oceano estendem-se a perder de vista só tendo a ilha do Faial e a ilha do Pico a cerca de 15 quilómetros de distância. Todo o resto é mar que se estende até à linha do horizonte.
Neste local encontra-se ainda a formação Geológica conhecida como Baixa da Ponta dos Rosais.
É também neste local onde a terra termina que se localizam os ilhéus dos Rosais, e o Farol dos Rosais.
A Ponta dos Rosais, os ilhéus e as falésias circundantes constituem uma zona especial de conservação, criado ao abrigo da Directiva Habitats da União Europeia e que tem uma área geográfica de 979 ha.
Esta reserva natural estende-se ao longo das falésias da costa e é formada por duas zonas distintas: a primeira refere-se à zona da Ponta dos Rosais propriamente dita, constituída pela falésia alta e argilosa com mistura de piroclastos e de difícil acesso, com muitas reentrâncias e cavidades e abundância de calhau rolado junto ao mar. A segunda zona que se estende até à Urzelina, é composta por uma falésia rochosa com 200 metros de altura e com calhau rolado junto ao mar. Esta zona protegida compreende também uma faixa que vai desde a beira-mar até ao rebordo da falésia. Dos vários habitats naturais presentes há que destacar a vegetação vivaz das costas dos calhaus rolados, as falésias com vegetação costeira típica da macaronésia e um habitat povoado por matos macaronésicos endémicos”.
Estes matos macaronésicos ocupam vastas áreas rochosas das falésias, dos ilhéus rochosos, e de outras áreas compotas por cascalho e praticamente incultas do ponto de vista da agricultura.
Este local e as suas proximidades são utilizadas para agricultura, onde é feita apenas uma pastorícia extensiva. Também existe uma presença frequente de turistas. Esta zona é particularmente importante para as aves marinhas nidificantes e incluindo a segunda maior concentração de cagarros nos Açores. Daí ser muito importante a conservação da natureza e tem cuidado de não ultrapassar os limites recomendados pelas leis que protegem este local, mesmo por quem se dedica a uma observação ornitológica.
As principais aves observáveis neste local são: Calonectris diomedea cagarro, Puffinus assimilis pintainho.

## A conservação
A conservação deste local relativamente aos predadores não naturais não é das mais fáceis dado a presença de predadores terrestres introduzidos na ilha tais como cães e gatos ferais, ratos e mustelídeos, que limitam provavelmente a nidificação da maioria das aves marinhas, especialmente os procelariformes mais pequenos e mais vulneráveis que nidificam em cavidades no solo ou no cascalho.
A invasão por plantas exóticas, como a cana Arundo donax, também causou uma perda de habitat de nidificação disponível para os procelariformes. A ausência de diploma legal das ZPE por diploma legal nacional/regional diminui a eficácia de medidas minimizadoras dos impactos e da vigilância existente.